# Anne Bancroft
Anna Maria Louisa Italiano  (17 tháng 9 năm 1931 – 6 tháng 6 năm 2005), được biết với nghệ danh là Anne Bancroft, là một nữ Diễn viên, đạo diễn phim, người viết kịch bản và ca sĩ người Mỹ, liên hệ với trường phái diễn xuất nhập tâm học từ Lee Strasberg.. Bà được kính trọng nhờ lối diễn xuất thành thạo và đa dạng, Bancroft được công nhận bởi những cống hiến của bà cho ngành điện ảnh, sân khấu và truyền hình. Bà đã đoạt được một giải Oscar, ba giải BAFTA, hai giải Quả cầu vàng, hai giải Tony và hai giải Emmy cùng với các giải thưởng và đề cử khác.
Sau khi tham gia diễn xuất lần đầu trong bộ phim Don't Bother to Knock (1952) và vai phụ trong những năm 1950, cô đã nhận được giải Oscar cho Nữ Diễn viên chính xuất sắc nhất cho vai diễn trong phim The Miracle Worker (1962) trong vai giáo viên của thiếu niên Helen Keller, diễn lại vai của mình trong kịch của sân khấu Broadway. Cô đã giành được cả hai giải Oscar cho vai diễn của mình trong phim, và một Tony cho cùng một vai trò trong vở kịch. Trên sân khấu Broadway vào năm 1965, cô đóng vai một nữ tu thời trung cổ bị ám sát bởi một linh mục (Jason Robards) trong kịch của John Whiting tựa The Devils, dựa trên tiểu thuyết của Aldous Huxley có tựa The Devils of Loudun. Cô có lẽ được biết đến nhiều nhất là người đàn bà lẳng lơ, bà Robinson, trong The Graduate (1967), một vai mà sau này cô tuyên bố đã làm lu mờ các tác phẩm khác của bà.
Bancroft đã nhận được một số đề cử Oscar khác và tiếp tục giữ vai chính cho đến cuối những năm 1980. Bà đóng vai một vũ công ballet trong The Turning Point (1977), và trong Agnes of God (1985), bà đóng vai người mẹ vượt trội của một tu viện, người đụng độ với một bác sĩ tâm thần đóng bởi Jane Fonda qua giao dịch với một nữ tu sĩ trẻ mới làm quen gặp khó khăn do Meg Tilly thủ vai. Năm 1987, bà đóng vai chính với Anthony Hopkins trong 84 Charing Cross Road. Bà đã diễn xuất trong một số bộ phim được đạo diễn hoặc sản xuất bởi chồng thứ hai của bà, Diễn viên hài Mel Brooks đạo diễn hoặc sản xuất, trong đó có bộ phim The Elephant Man và các hài kịch To Be or Not to Be và Dracula: Dead and Loving It.
Vào những năm 1990, bà trở lại vai phụ trong phim, nhưng vẫn tiếp tục đóng vai chính trong các bộ phim truyền hình. Bà đã nhận được đề cử Emmy và Screen Actors Guild, cho Mùa xuân của Bà Stone (2003), cũng như đề cử Emmy cho Haven năm 2001.